# Brouwerij A. Le Coq
Brouwerij A. Le Coq (A. Le Coq Tartu Õlletehas) is een Estische brouwerij te Tartu.

## Geschiedenis
De oorsprong van de huidige brouwerij ligt bij enkele kleine private brouwerijen in Tartu. B.J. Hesse begon in 1800 een brouwerij en Justus Reinhold Schramm richtte in 1826 een brouwerij op. De beide brouwerijen gingen samen onder de naam Tivolibrouwerij. In 1863 voegden de brouwerijen Gambrinus en Livonia zich bij de firma. De Tivolibrouwerij werd in 1912 gekocht door de firma A. Le Coq voor het brouwen van stout. Deze bier- en exportfirma was in 1807 in Londen opgericht door de zakenman Albert Le Coq. Hij bottelde bier van de lokale Londense brouwers en transporteerde het naar Rusland. Door een brouwerij te kopen in Rusland kreeg hij een betere marktpositie. Bij het begin van de Tweede Wereldoorlog werd de brouwerij geannexeerd en de eigenaars moesten het land verlaten. Tijdens het Sovjetregime werd de naam van de brouwerij veranderd in brouwerij Tartu en werden enkel nog nietszeggende lagers gebrouwen. Na de val van het communisme in 1989 en de onafhankelijkheid van Estland in 1991 werd de brouwerij opnieuw geprivatiseerd. In 1997 kwam de brouwerij in handen van de Finse Brouwerijgroep Olvi, die in 2004 opnieuw de naam A. Le Coq aannam. Bij het begin van de 21ste eeuw werd de brouwerij de grootste bierproducent in Estland. Behalve bieren worden er ook mineraalwater, fruitsap, softdrinks, energiedranken en cider geproduceerd.
Sinds 2002 is A. Le Coq sponsor van het voetbalstadion A. Le Coq Arena in Tallinn.

## Biermuseum
Op 1 juli 2003 werd een biermuseum geopend in een mouttoren die gebouwd werd in 1898. Het museum bevindt zich op zes verdiepingen en stelt ongeveer 2000 voorwerpen tentoon. Het museum toont de geschiedenis van het bierbrouwen in de wereld, vanaf het Oude Egypte tot het hedendaagse brouwen in Estland.

## Producten

### Bieren
- A. Le Coq
- Saaremaa Tuulik
- Hard Lager
- Gladiaator
- Alexander
- Double Bock
- Tõmmu Hiid

### Andere dranken
- G:N (longdrink)
- Sherwood (cider)
- Aura (fruitsap)
- Limpa (fruitsap)
- Traditional Limonaad
- Kelluke
- Valge Klaar
- Punane Sõstar
- Blue Sheep
- Jaffa Ornage
- RC Cola
- Arctic Sport (energiedrank)
- Aura
- Kali (Kvas)